# Vanni de' Cancellieri

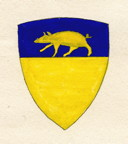
Stemma della famiglia Cancellieri

Vanni de' Cancellieri, detto Focaccia (Pistoia, ... – ...; fl. XIII secolo), è un personaggio pistoiese del XIII secolo, citato anche da Dante Alighieri.

## Biografia
Egli era un nobile di parte bianca ricordato nelle Storie pistoiesi come uno dei più turbolenti e faziosi. I conflitti interni alla famiglia dei Cancellieri erano stati all'origine, secondo storici quali Dino Compagni e Giovanni Villani, della divisione in Toscana tra le fazioni dei guelfi bianchi e neri. Sua moglie, della famiglia dei Vergiolesi, è da alcuni indicata come la Selvaggia idealizzata da Cino da Pistoia.
Durante la faida familiare per vendicare un Vergiolesi assassinato, Vanni uccise Detto di Sinisbaldo Cancellieri e Detto dei Rossi. Dante lo mise tra i traditori dei parenti nella Caina (Inferno XXXII, 63): tuttavia in verità non sappiamo chi egli tradì. A parte gli omicidi commessi dentro la sua consorteria, alcuni commentatori posteriori gli accreditano anche l'uccisione di uno zio, o dei fratelli o altri addirittura del padre; in ogni caso per Dante l'aver tradito un consorte doveva di per sé già essere una questione sufficiente per l'Inferno.